# 홍지명
홍지명 (1957년 7월 12일 ~ )은 대한민국의 KBS 소속 앵커다.

## 경력
- KBS 도쿄지국장

## 방송 진행

### 라디오
- 안녕하십니까